# Acquedotto Wignacourt

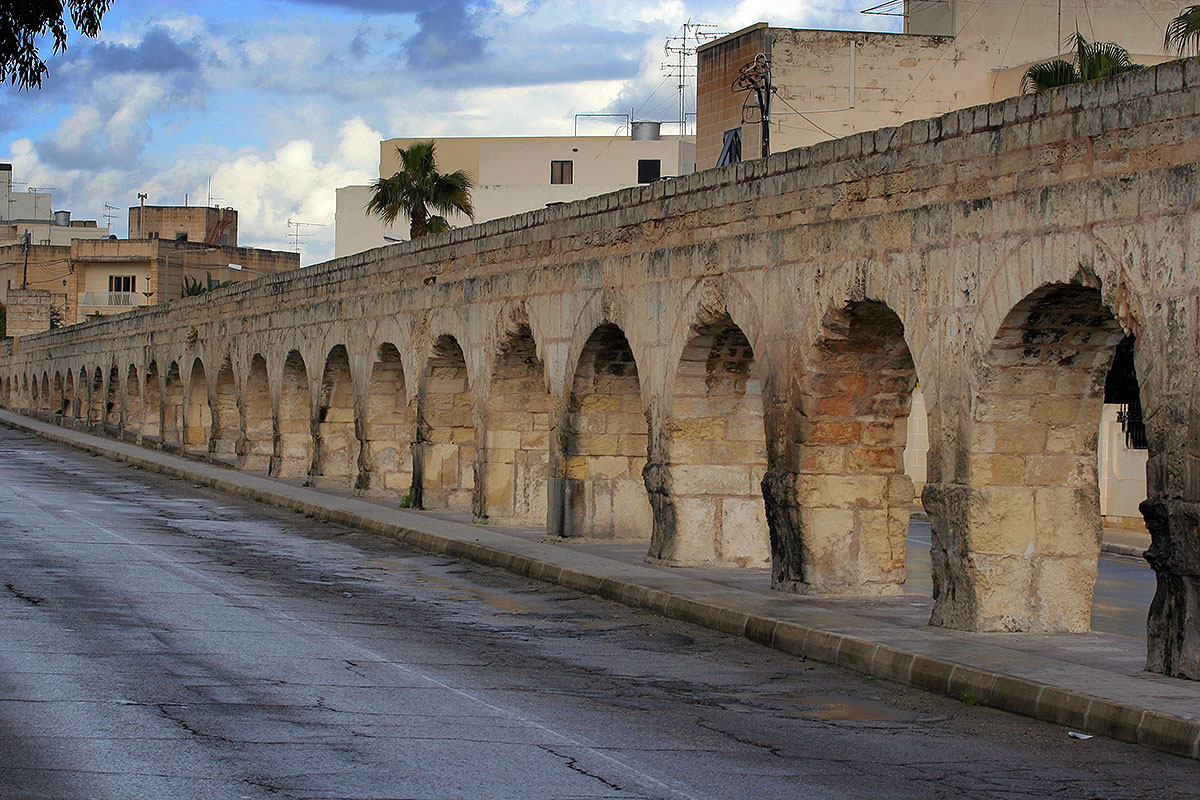
Parte dell'acquedotto a Birkirkara.

L'acquedotto Wignacourt (in maltese: L-Akwedott ta' Wignacourt) è un acquedotto del XVII secolo che si trova a Malta.

## Storia
L'acquedotto fu costruito dall'Ordine di San Giovanni per portare l'acqua dalle sorgenti di Dingli e Rabat alla capitale di nuova costruzione: La Valletta. L'acquedotto è stato realizzato grazie all'impiego di tubi sotterranei e ad un sistema di arcate che attraversano le depressioni nel terreno.
I primi tentativi di costruire l'acquedotto furono fatti dal Gran Maestro Martin Garzez nel 1596, ma la costruzione venne sospesa fino al 1610. L'opera venne poi inaugurata cinque anni più tardi, il 21 aprile 1615. Diversi ingegneri hanno preso parte al progetto, tra cui Bontadino de Bontadini, Giovanni Attard e Natale Masuccio. In seguito, l'acquedotto prese il nome dal Gran Maestro Alof de Wignacourt, che ne finanziò in parte la costruzione.
L'acquedotto rimase in uso fino al XX secolo e la maggior parte dei suoi archi sopravvive ancora oggi e sono visibili nelle località di Attard, Balzan, Birkirkara, Fleur-de-Lys e Santa Venera. Altre vestigia dell'opera comprendono torri d'acqua a Santa Venera, Ħamrun e Floriana, oltre a diverse fontane a Floriana e a La Valletta.